# Лотар II (Валбек)
Лотар II фон Валбек (на немски: Lothar II von Walbeck, * ок. 900/915, † 21 януари 964 или 3 декември 991) е от 929 г. граф на Дерлингау, Балсамгау, Нордтюринггау и граф на Валбек. Той е дядо на Титмар Мерзебургски.

## Биография
Той е син на граф Лотар I фон Валбек († 929), който загива на 4 или 5 септември 929 г. при обсадата на град Ленцен на Елба.
Неговата резиденция е замък Валбек. Като привърженик на Хайнрих Баварски, граф Лотар взема участие в неудачното покушение над живота на брат му Ото I Велики на Великден 18 април 941 г. в Кведлинбург. Лотар е арестуван и прекарва присъдата си при Бертхолд фон Швейнфурт, граф на Швейнфурт, който е от знатния род Бабенберги. Ото I му прощава и освобождава след една година. Лотар жени дъщеря си Ейла през 942 г. за Бертхолд фон Швейнфурт
За опрощение на тази постъпка Лотар основава манастир във Валбек. След това той помага на Ото II против Дания и на Ото III през 983 г. във войната за трона.
Лотар II умира на 21 януари 964 г.; съпругата му умира на 3 декември 991 г. Последван е от синът му Лотар III от Валбек.

## Деца
Лотар II фон Валбек се жени за Матилда фон Арнебург (* 930/940, † 3 декември 991/992), дъщеря на граф Бруно фон Арнебург († 30 ноември 978) и съпругата му Федеруна, дъщеря на граф Фолкмар I от Харцгау († пр. 961). Те имат децата:
- Лотар III († 25 януари 1003), граф на Валбек, от 993 г. маркграф на Северната марка
- Ейлика (Ейлисвинта или Ейла) († 19 август 1015), омъжена от 942 г. за граф Бертхолд фон Швейнфурт († 15 януари 980)
- Зигфрид I фон Валбек Стари (* ок. 955, † 15 март 990), граф на Валбек, баща на Титмар Мерзебургски
- Дитмар († 12 март 1001), абат на Корвей (983 – 1001).
- вероятно и на Хайнрих фон Щаде (* ок. 935, † 11 май 976), от 959 г. граф на Щаде